# غاري ماركوس
غاري ماركوس (بالإنجليزية: Gary Marcus) هو عالم لغة نفسي ‏ أمريكي، ولد في 8 فبراير 1970 في بالتيمور في الولايات المتحدة.